# Споменик Александру Дероку
Споменик Александру Дероку jе откривен 9. марта 2022. године у непосредној близини парка Војводе Вука и зграде у којој је Дероко живео, а на углу Топличиног венца, Чубрине и Иван бегове улице на територији Градске општине Стари град.
Аутор идејног решења споменика је вајар Зоран Кузмановић.

## Историјат
Иницијатива за подизање споменик архитекти Александру Дероку је покренута 2020. године, од стране Горана Весића, заменика градоначелника Београда. Ову иницијативу је 21. маја 2020. године на својој седници усвојила надлежна Комисија за споменике и називе тргова и улица Скупштине Града Београда.
Споменик је откривен 9. марта 2022. године. Открили су га Горан Весић, заменик градоначелника Београда и Марко Стојчић, главни урбаниста Града Београда. На откривању споменика је говорио историчар уметности Никола Кусовац.